# 아나톨리아 가설
아나톨리아 가설(Anatolian hypothesis)은 1987년 영국 고고학자 앤드루 콜린 렌프루가 처음 주장한 신석기 시대 아나톨리아에서 비롯된 원시 인도유럽인(Proto-Indo-Europeans)에 의해 확산되었다는 가설이다. 학문적으로는 또 하나의 가설인 쿠르간 가설이 더 지지받고 있다.

## 같이 보기
- 쿠르간 가설